# 飯田駅
飯田駅（いいだえき）は、長野県飯田市上飯田にある、東海旅客鉄道（JR東海）飯田線の駅である。特急「伊那路」や、快速「みすず」などが発着する、飯田線内における主要駅として機能している。
かつては当駅と岐阜県中津川市にある中津川駅を結ぶ国鉄中津川線計画があったが、未開業のまま建設中止となった。しかし飯田市と中津川市を結ぶ鉄道路線は2027年以降開業予定のリニア中央新幹線によって実現する見込みである。

## 歴史
- 1923年（大正12年）8月3日：伊那電気鉄道元善光寺駅 - 当駅間延伸時に終着駅（一般駅）として開設[1][2]。
- 1926年（大正15年）12月17日：伊那電気鉄道が伊那八幡駅まで延伸、途中駅となる[3]。
- 1943年（昭和18年）8月1日：伊那電気鉄道が国有化[2][3]、鉄道省飯田線に編入[3]。
- 1960年（昭和35年）11月：2代目駅舎に改築[3]。
- 1971年（昭和46年）12月1日：自動券売機新設[4]。
- 1984年（昭和59年）
  - 1月16日：専用線発着を除く車扱貨物取扱廃止[2]。
  - 1月21日：車扱貨物取扱全廃[2]。
- 1985年（昭和60年）3月14日：荷物扱い廃止[2]。
- 1987年（昭和62年）4月1日：国鉄分割民営化に伴い、JR東海に移管[2][3]。
- 1992年（平成4年）2月7日：現駅舎（3代目）に改築[5]。
- 2002年（平成14年）11月：プラットホーム嵩上げ等の改良工事完成[3]。
- 2023年（令和5年）
  - 3月31日：キヨスク閉店[6]。
  - 8月3日：駅開設100年を迎え、駅前で記念式典を開催[7]。
- 2024年（令和6年）2月7日：「よっしーのお芋屋さん。飯田駅店」が開店[8]。

## 駅構造
単式ホーム1面1線と島式ホーム1面2線、計2面3線を有する地上駅である。
南側の単式ホーム（1番線）に面して駅舎がある。駅舎の屋根は赤く塗られた丸い形状をしており、駅舎正面上部にはリンゴをあしらった装飾も見られる。これは、信州名産のリンゴと風越山をイメージしたデザインとも言われる。ただ、リンゴに関しては、信州の特産品の1つだからでは無く、飯田大火からの復興のシンボルとされたものがリンゴであるためとも言われる。
駅長が配置された直営駅で、駅舎内にはJR全線きっぷうりばがある。キヨスクは新型コロナウイルスの影響で2023年3月31日限りで閉店した。また、駅構内にJR東海飯田支店が設置されている。管理駅として、中井侍駅から伊那大島駅の間の各駅を管理している。

### のりば
| 番線    | 路線      | 方向 | 行先             |
| ------- | --------- | ---- | ---------------- |
| 1・2・3 | CD 飯田線 | 上り | 天竜峡・豊橋方面 |
| 1・2・3 | CD 飯田線 | 下り | 辰野方面         |

列車によって発着番線が変化するため、駅掲示時刻表等での確認が必要である。主に上り列車は1番線、下り列車は2番線である。また豊橋方面特急「伊那路」は1番線、辰野方面快速「みすず」は3番線から発車する。

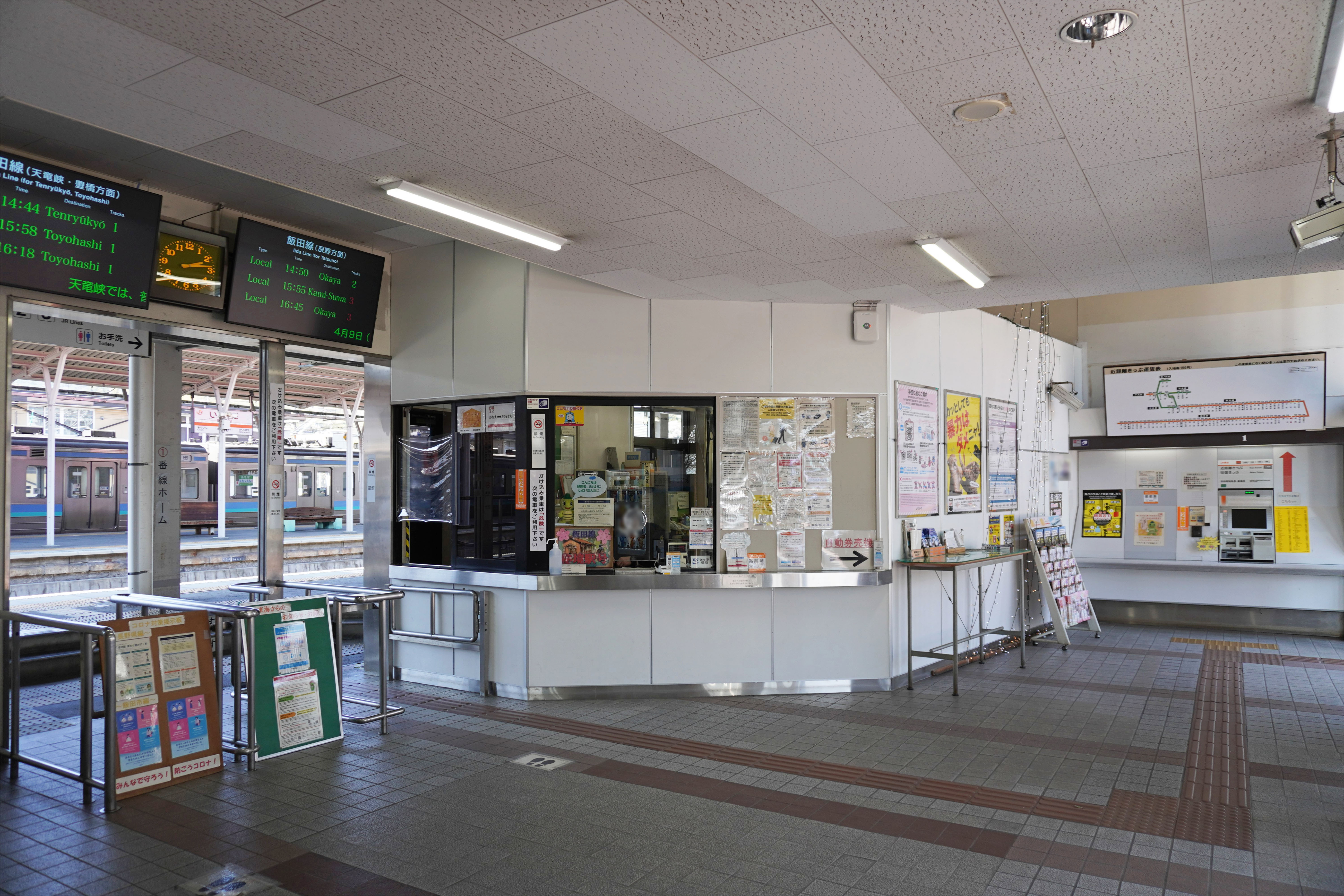
改札口と切符売り場（2023年4月）
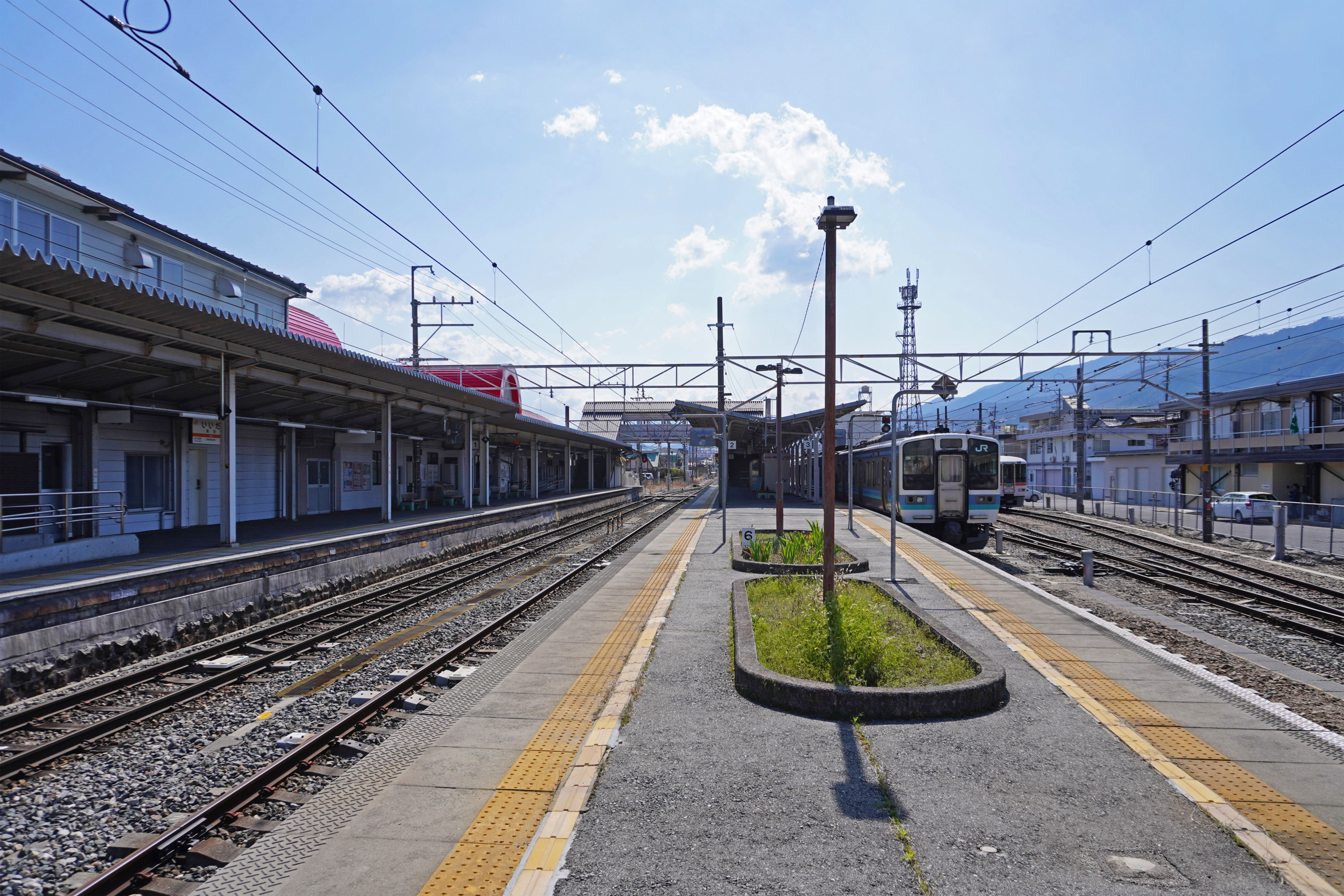
ホーム（2023年4月）

## 利用状況
飯田市統計書によれば、1日平均乗車人員は以下の通り。
| 乗車人員推移 | 乗車人員推移 |
| 年度         | 1日平均人数  |
| ------------ | ------------ |
| 2003         | 1,349        |
| 2004         | 1,296        |
| 2005         | 1,195        |
| 2006         | 1,170        |
| 2007         | 1,117        |
| 2008         | 1,120        |
| 2009         | 1,061        |
| 2010         | 1,006        |
| 2011         | 971          |
| 2012         | 991          |
| 2013         | 957          |
| 2014         | 938          |
| 2015         | 959          |
| 2016         | 939          |
| 2017         | 899          |
| 2018         | 867          |

## 駅周辺

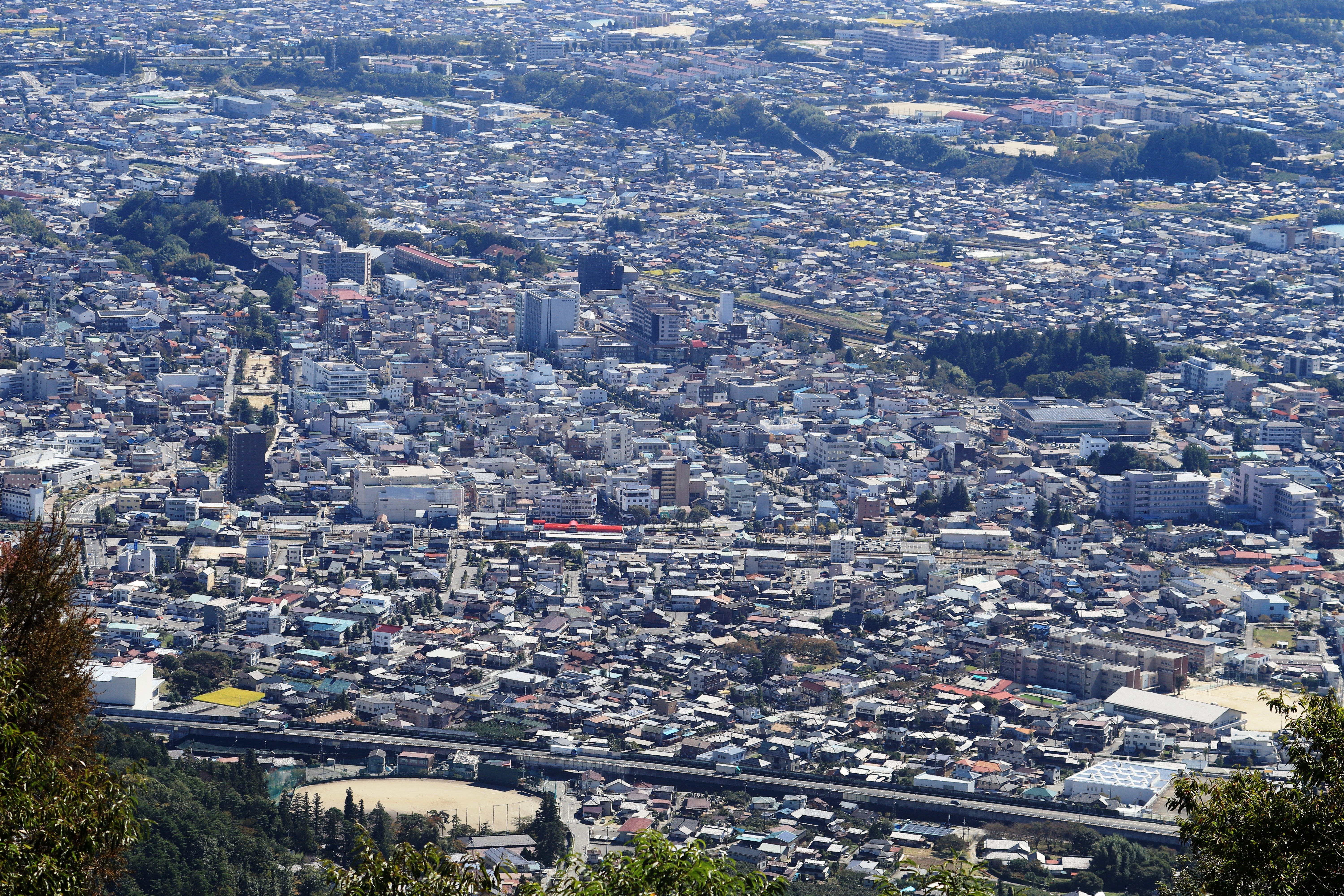
風越山（前衛の虚空蔵山）から望む飯田駅周辺の中心市街地。写真下部を左右に走っているのが中央自動車道で、その少し先を飯田線が通っている。

飯田線は大嵐駅 - 駄科駅付近までと、市田駅付近から先は、殆ど天竜川に沿うように敷設されている。しかし、飯田市の中心駅である当駅に寄るように、飯田線は松川上流方向に屈曲して、切石駅に達してから松川を渡り、この当駅に到達している。なお、次の桜町駅付近では、松川の支流・野底川を渡っている。このような線形であるため、この付近では飯田線が中央自動車道に接近している。
当駅は飯田市役所の最寄り駅であり、駅前には商店街が見られる。また、駅正面から長野県道21号飯田停車場線が伸び、南東に約200メートルの所に国道151号の起点がある。1992年に飯田駅の駅舎がリンゴをイメージしたデザインに改装されたが、飯田市のリンゴ並木も、飯田駅からは比較的近い。なお、駅舎の塗装は経年劣化で色あせが発生したため、2018年6月から10月にかけて塗り替えが行われ、リンゴをイメージした赤が蘇った。
前述した各施設を除く主要施設は下記のとおり。
- 飯田郵便局
- 丘の上結いスクエア - ピアゴ飯田駅前店（2018年9月30日閉店[13]）跡地に開業した複合施設（2022年5月19日開業）[14][15]。
- 飯田病院[1]
- 信南交通本社
- 長野県飯田風越高等学校[1]
- 伊原五郎兵衛頌徳碑
- 飯田市立動物園

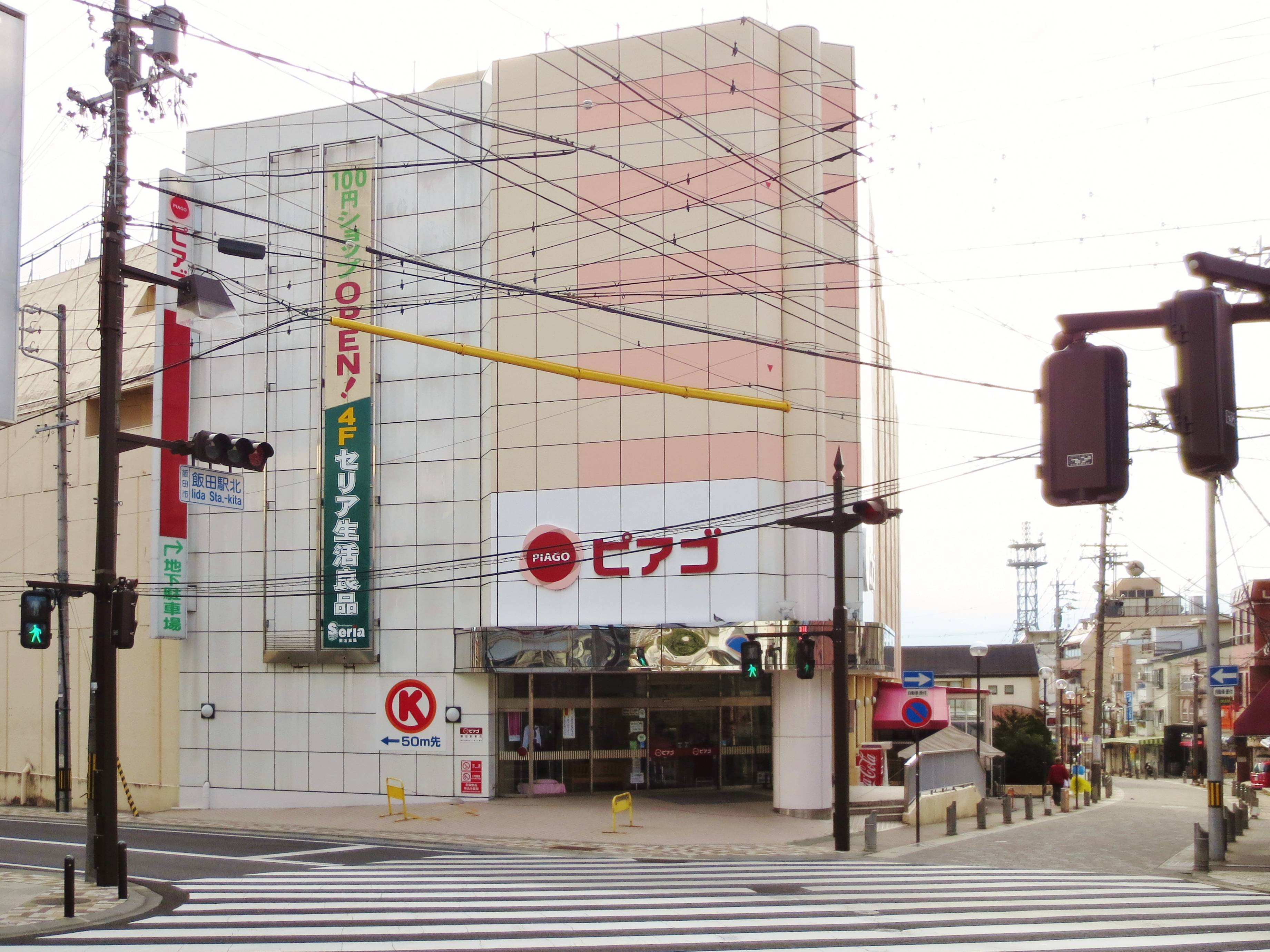
ピアゴ飯田駅前店（2018年9月30日閉店）
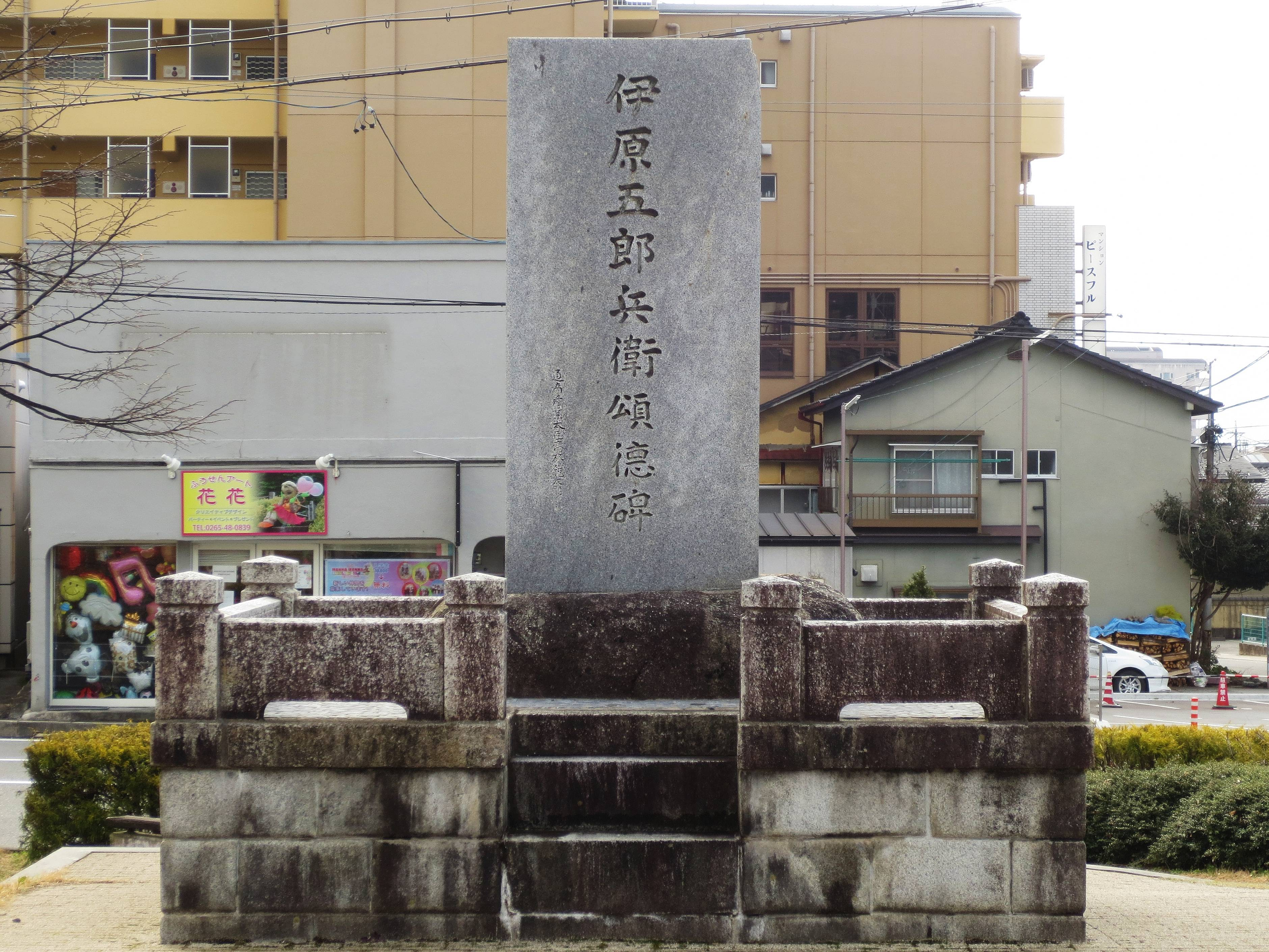
伊原五郎兵衛頌徳碑

## バス路線

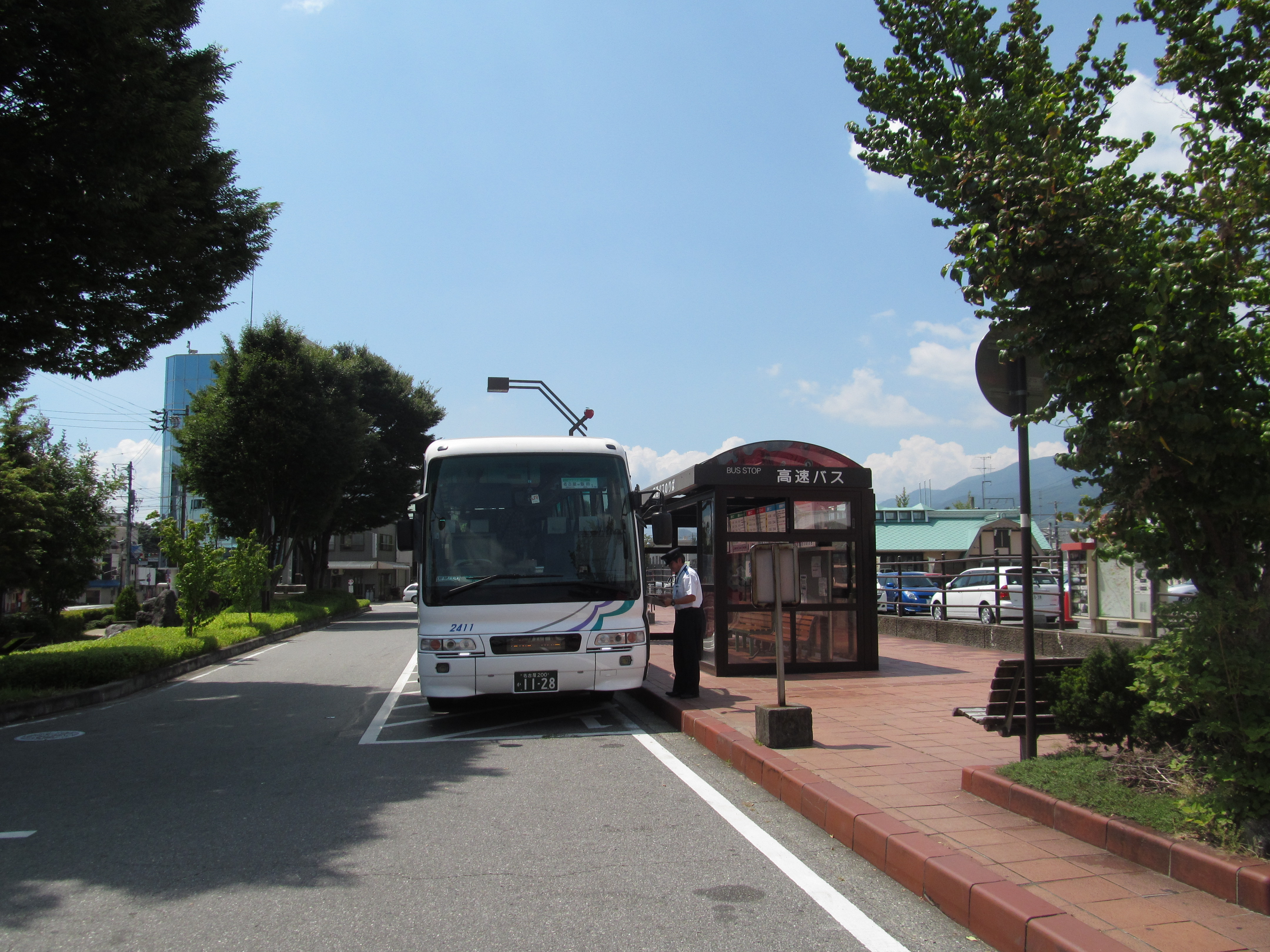
高速バスのりば

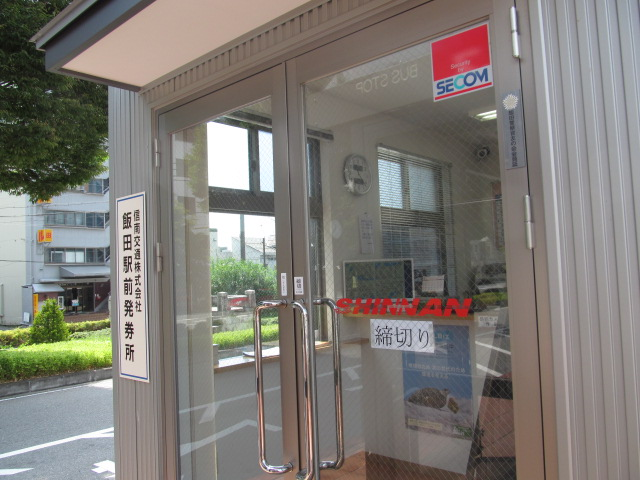
信南交通飯田駅前発券所

東京方面への中央高速バス・名古屋方面への中央道高速バスや長野方面への「みすずハイウェイバス」、市内線用飯田市民バス、信南交通バスが飯田駅前に発着している。以前は高速バスの始発・終着は駅から800メートル程離れた飯田バスセンター（飯田商工会館1階）であったが、飯田商工会館建替え工事のため廃止された2011年10月1日から当駅前に変更された。同センターで行われていた高速バス定期券発売等は、2011年10月から信南交通飯田駅前発券所で扱っている。なお、飯田商工会館建替え工事が完了したことに伴い、2014年4月1日から「飯田商工会館」バス停が一部の高速バス路線起終点として復活した。

### 飯田駅前
路線バス・自治体バス
- 信南交通バス[19]
  - W0-1・W0-2 駒場線：駒場（曽山入口）・昼神温泉方面
  - E0 阿島線：阿島方面
  - E1 遠山郷線：遠山郷方面

- 飯田市民バス[19]
  - L1 市内循環線：飯田市立病院方面
  - C2 久堅線：上久堅方面 ※アップルキャブ運行
  - C3 千代線：千代方面 ※アップルキャブ運行
  - C4 三穂線：三穂・立石方面 ※アップルキャブ運行
  - C5 大休線：大休方面 ※風越タクシー運行
- 丘のまちプチバス プッチー
- 喬木村民バス[20]
  - E0 阿島線：阿島方面
  - E4 氏乗線：矢筈こんにゃく方面

- 乗合タクシー
  - かさごし線：中央図書館方面[21]
  - 竜東線・川路線：鼎駅・さんぴあざ飯田方面[22][23]
  - 三穂線：鼎駅前・上殿岡方面[24]
  - 上市田線：上市田方面[25]

高速バス
- 伊那バス
  - ベイブリッジ号：横浜駅方面
- 立川バス、伊那バス、京王バス
  - 立川飯田線：立川駅南口・昭島駅方面

### 飯田商工会館
高速バス

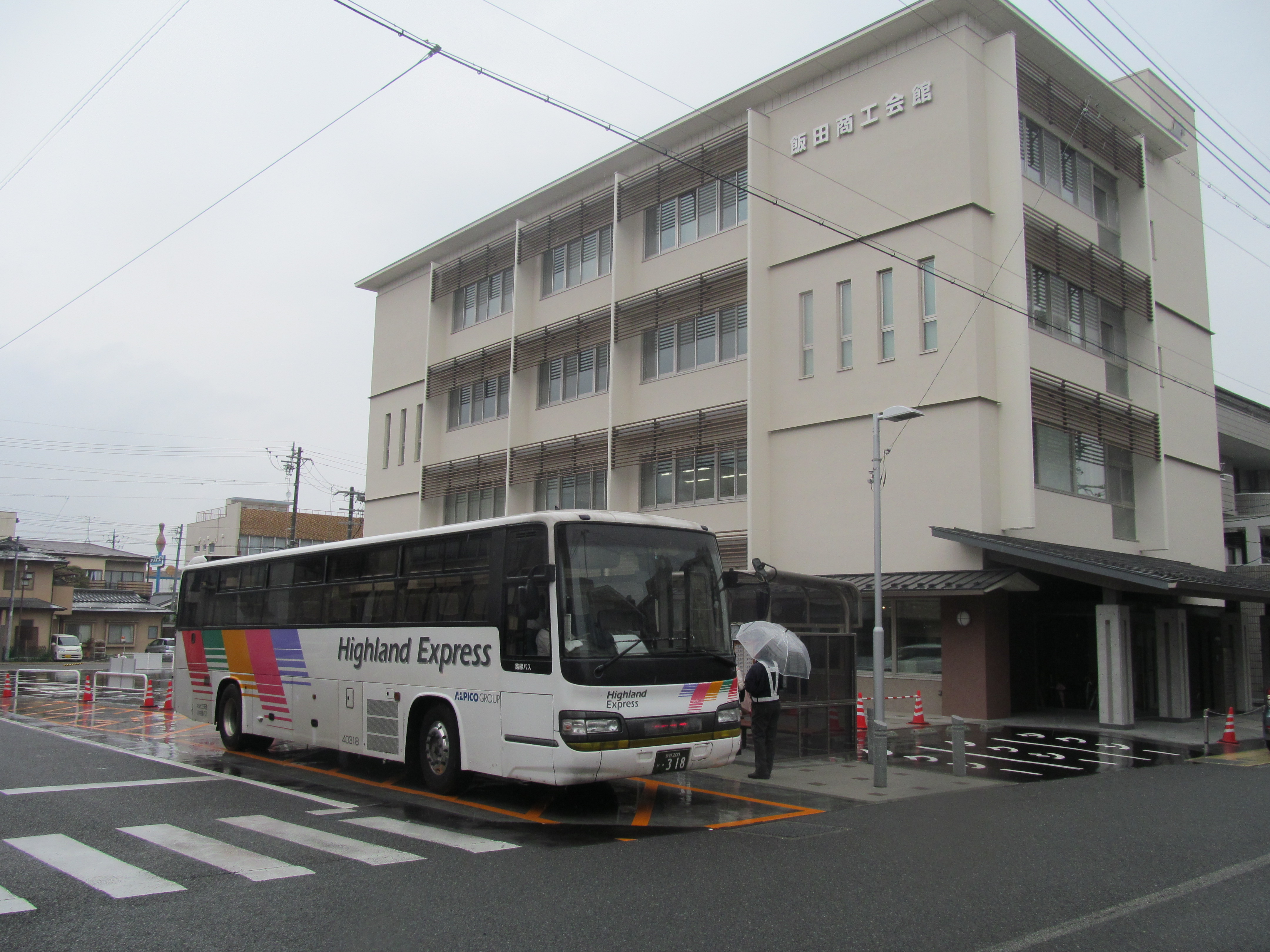
飯田商工会館

- 京王バス、アルピコ交通、伊那バス、信南交通、名鉄バス
  - 飯田線：バスタ新宿（新宿駅南口）方面 / 名古屋方面
- アルピコ交通、伊那バス、信南交通
  - みすずハイウェイバス：長野（長野BT・長野駅・長野県庁）方面

## その他
- 青空フリーパスのフリーエリアは当駅までとなっており駒ヶ根・伊那市方面は対象外となっている。

## 隣の駅
東海旅客鉄道（JR東海）
CD 飯田線
- 特急「伊那路」・臨時急行「飯田線秘境駅号」発着駅

■快速「みすず」
飯田駅 - （上りのみ桜町駅） - 元善光寺駅
■普通
切石駅 - 飯田駅 - 桜町駅